# Лозовий Кущ
Лозовий Кущ (біл. вёска Лазовы Куст) — село в складі Смолевицького району Мінської області, Білорусь. Село підпорядковане Драчківській сільській раді, розташоване в центральній частині області.